# ايتوري جليوزي
ايتوري جليوزي (بالبرتغالية: Oélilton Araújo dos Santos‏) (8 مارس 1981 البرازيل - ) هو لاعب كرة قدم برازيلي، يلعب كمدافع.

## روابط خارجية
- ايتوري جليوزي على موقع قاعدة بيانات كرة القدم.إي يو (الإنجليزية)
- ايتوري جليوزي على موقع Soccerway.com (الإنجليزية)